# تاکاتسوکاسا فوساکو
تاکاتسوکاسا فوساکو ((به ژاپنی: 鷹司房子 Takatsukasa Fusako); ۱۲ اکتبر ۱۶۵۳ – ۱۹ مهٔ ۱۷۱۲) همسر امپراتور ریگن در دوره ادو اهل ژاپن بود.